# Instituto Bernhard Nocht de Medicina Tropical
El Instituto Bernhard Nocht de Medicina Tropical  (BNITM)(Bernhard-Nocht-Institut für Tropenmedizin) es una institución médica de Hamburgo, Alemania, dedicada a la investigación, tratamiento, y terapia de enfermedades tropicales e infecciosas.
El instituto, se encuentra aliado con la universidad Kwame Nkrumah de Ghana, en donde cuenta con un complejo de laboratorios llamado Centro Kumasi para la investigación colaborativa de la medicina tropical.  Actualmente, existen cerca de 400 personas trabajando en Hamburgo y Kumasi, además de que se le considera como la institución más importante de investigación de medicina tropical en Alemania.
El 1 de octubre de 1900, abrió sus puertas el Instituto para enfermedades navieras y tropicales, teniendo a Bernhard Nocht(1857-1945) como superintendente y director de la clínica.  En 1942, el nombre del instituto es sustituido por el actual en honor del cumpleaños número 85 de Nocht.

## Historia

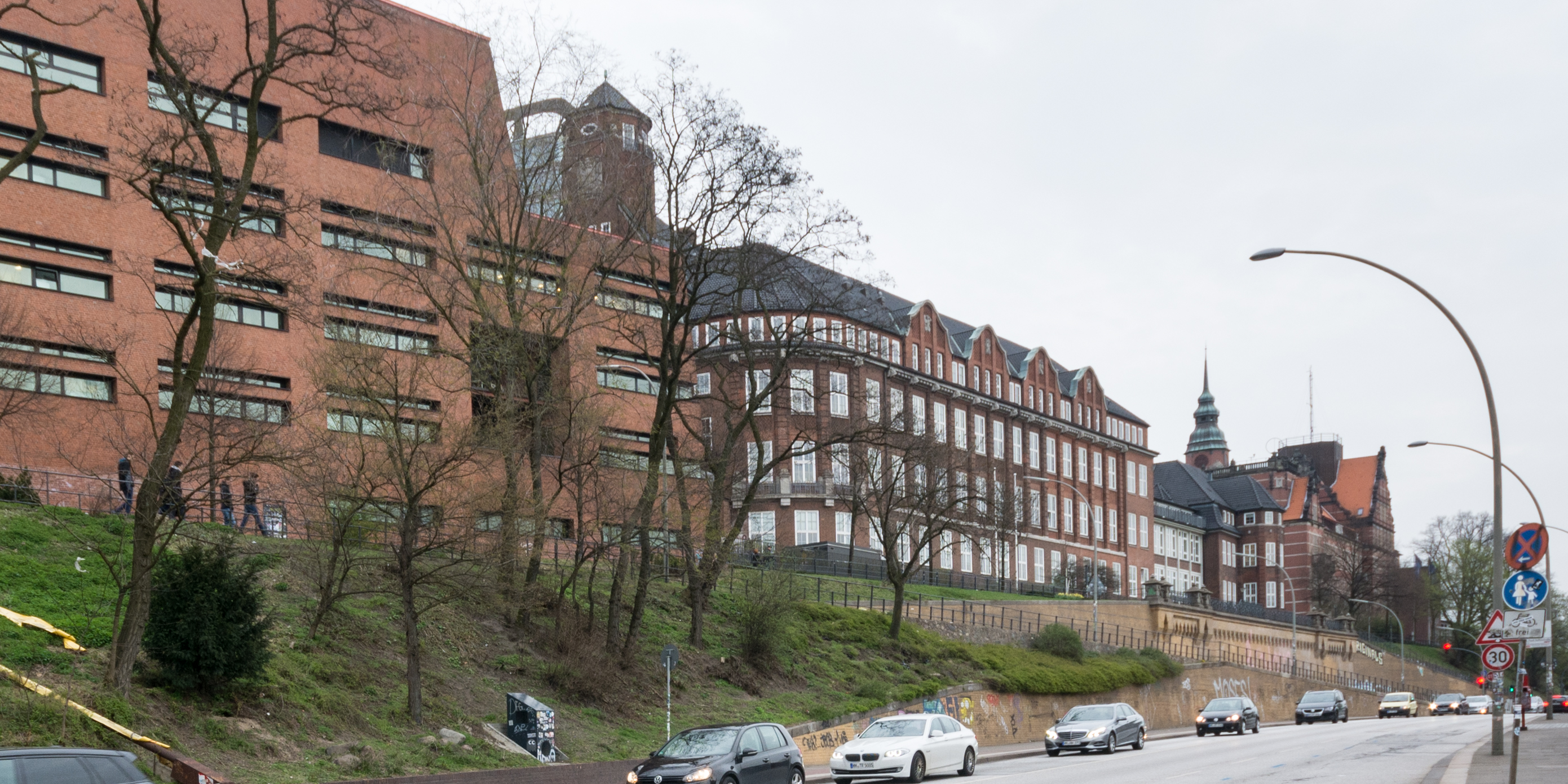
Cara sur del edificio del Instituto

La epidemia de cólera de 1892 se cobró miles de muertes y llevó al Senado y a los ciudadanos de Hamburgo a reformar el sistema de salud . El Instituto de Medicina Tropical se fundó con el apoyo del gobierno del Reich para la investigación de enfermedades marinas y tropicales y para la formación de médicos marinos y coloniales. En 1893, el médico marino Bernhard Nocht fue presentado a la recién creada oficina de médico portuario. También se le creó un departamento en el Hospital General St. Georg para brindar atención médica a la marina. Contrariamente a los planes del bacteriólogo Robert Koch , Nocht estableció Hamburgo en 1899 como la ubicación de un instituto para la investigación de enfermedades tropicales , porque "el tráfico exterior hace que haya un gran número de enfermos a los que atender". El 1 de octubre de 1900, el nuevo Instituto de Enfermedades de Barcos y Tropicales, con 24 empleados, comenzó a trabajar en el antiguo edificio administrativo del hospital de marineros en Landungsbrücken de Hamburgo. La atención hospitalaria se lleva a cabo en el Centro Médico Universitario de Hamburgo-Eppendorf desde 2006 . En 2014, el paciente con ébola de Hamburgo fue tratado en el centro de tratamiento local para enfermedades infecciosas altamente patógenas.

## Contribuciones hechas por el instituto
- 1905 Gustav Giemsa, quien era asistente de Nocht, crea la Tinción de Giemsa .[3][4]
- 1916, el patólogo Herique da Rocha Lima identifica el agente causante de la tifoidea epidémica.[5]
- 1911 - 1926, Se realizan mejoras al tratamiento dedicado a la cura del a malaria.  Los experimentos se centran en la producción de derivados de quinina para la reducción de efectos secundarios.
- 1918 El doctor Rocha Lima identifica el agente causante de la fiebre de las trincheras (Rochalimea quintana).
- 1961 El doctor Vogel publica el ciclo de vida del Echinococcus

Al día de hoy, el instituto continúa su búsqueda e investigación de tratamientos para enfermedades tropicales, incluyendo al Virus de Marburgo, el sida y el Ébola entre otros.